# Dendrochilum alboviride
Dendrochilum alboviride är en orkidéart som beskrevs av Johannes Jacobus Smith. Dendrochilum alboviride ingår i släktet Dendrochilum och familjen orkidéer.
Artens utbredningsområde är Sumatera. Inga underarter finns listade i Catalogue of Life.